# LAG AI450
De LAG AI450 is een voormalig autobustype van de Belgische busfabrikant Lambert & Arnold Geusens (LAG) te Bree, gebaseerd op het Volvo B10R-chassis met liggende dieselmotor achterin. De AI450 was in productie van 1983 tot 1988 en was bedoeld als een moderne bus die kon voldoen aan de wensen van de Nationale Maatschappij van Buurtspoorwegen (NMVB).

## Inzet
In totaal zijn 27 exemplaren gebouwd van de AI450. Daarvan deden er 26 dienst bij de NMVB. Zij gingen in 1991 over naar de Vlaamse Vervoermaatschappij "De Lijn". De laatste exemplaren werden daar in 2005 definitief afgevoerd. De nummers 5982 en 5984 deden in 2004 nog dienst bij de rijschool van De Lijn.
Het 27e exemplaar was een demonstratiemodel voor LAG en werd in 1988 aangekocht door het vervoerbedrijf Pieper & Zonen te Nieuw-Schoonebeek voor de lijndienst Coevorden - Nieuw-Schoonebeek - Emmen. Deze bus werd eigendom van het Nationaal Bus Museum te Hoogezand om te worden gerestaureerd. In plaats daarvan werd de bus gesloopt.
| Land      | Bedrijf                                    | Busnummer(s)            | Aantal | Inzet                 | Opmerking                                                                         |
| --------- | ------------------------------------------ | ----------------------- | ------ | --------------------- | --------------------------------------------------------------------------------- |
| België    | NMVB                                       | 5971-5996               | 26     | Verschillende regio's | In 1991 overgegaan naar De Lijn                                                   |
| België    | De Lijn                                    | 5971-5996               | 26     | Verschillende regio's | In 1991 overgekomen van NMVB In 2001-2005 afgevoerd                               |
| België    | Verenigde Bus Maatschappijen (VBM), Lommel | 400150, ex-De Lijn 5987 | 1      | Limburg               | In 2001-2003 gehuurd van De Lijn                                                  |
| Nederland | Pieper                                     | 44                      | 1      | Drenthe               | Voormalig demomodel Enig geëxporteerd exemplaar Bij Nationaal Bus Museum gesloopt |